# Neerpedebeek
Neerpedebeek är ett vattendrag i Belgien.   Det ligger i provinsen Hainaut och regionen Vallonien, i den centrala delen av landet.
Runt Neerpedebeek är det i huvudsak tätbebyggt. Runt Neerpedebeek är det tätbefolkat, med 819 invånare per kvadratkilometer.